# Embu-Guaçu
Embu-Guaçu är en kommun i Brasilien.   Den ligger i delstaten São Paulo, i den sydöstra delen av landet, 900 km söder om huvudstaden Brasília. Antalet invånare är 62 846. Arean är 156 kvadratkilometer. Embu-Guaçu gränsar till Itapecerica da Serra.
Terrängen i Embu-Guaçu är platt.
Följande samhällen finns i Embu-Guaçu:
- Embu Guaçu